# Kuzma (constructor)
Kuzma va ser un equip de cotxes de competició estatunidenc fundat per Eddie Kuzma.
Kuzma va competir a la Fórmula 1 a les temporades que van de 1950 a 1960, encara que només al Gran Premi d'Indianapolis 500.

## Resultats a la F1
| Temporada | Pilot             | Graella | Classificació | Punts | Nota                  | Resultats |
| --------- | ----------------- | ------- | ------------- | ----- | --------------------- | --------- |
| 1951      | Walt Faulkner     | 14      | Ret           |       | Motor                 | Resultats |
| 1952      | Troy Ruttman      | 7       | 1             | 8     |                       | Resultats |
| 1953      | Chuck Stevenson   | 16      | Ret           |       | Pèrdua de combustible | Resultats |
| 1953      | Pat Flaherty      | 24      | Ret           |       | Accident              | Resultats |
| 1953      | Manny Ayulo       | 4       | 13            |       | Motor                 | Resultats |
| 1953      | Tony Bettenhausen | 6       | 9             |       | Accident              | Resultats |
| 1953      | Bob Sweikert      | 29      | Ret           |       | Suspensions           | Resultats |
| 1954      | Chuck Stevenson   | 5       | 12            |       |                       | Resultats |
| 1954      | Manny Ayulo       | 22      | 13            |       |                       | Resultats |
| 1954      | Jimmy Bryan       | 3       | 2             | 6     |                       | Resultats |
| 1955      | Johnny Thomson    | 33      | 4             | 3     |                       | Resultats |
| 1955      | Duane Carter      | 18      | 11            |       |                       | Resultats |
| 1955      | Jimmy Bryan       | 11      | Ret           |       | Bomba del combustible | Resultats |
| 1955      | Rodger Ward       | 30      | Ret           |       | Accident              | Resultats |
| 1956      | Bob Sweikert      | 10      | 6             |       |                       | Resultats |
| 1956      | Johnny Thomson    | 18      | Ret           |       | Virolla               | Resultats |
| 1956      | Jimmy Bryan       | 19      | 19            |       |                       | Resultats |
| 1956      | Billy Garrett     | 29      | 16            |       |                       | Resultats |
| 1956      | Gene Hartley      | 22      | 11            |       |                       | Resultats |
| 1956      | Eddie Johnson     | 32      | 15            |       |                       | Resultats |
| 1957      | Jimmy Bryan       | 15      | 3             | 4     |                       | Resultats |
| 1957      | Johnny Thomson    | 11      | 12            |       |                       | Resultats |
| 1957      | Chuck Weyant      | 25      | 14            |       |                       | Resultats |
| 1957      | Eddie Sachs       | 2       | Ret           |       | Pèrdua de combustible | Resultats |
| 1958      | Art Bisch         | 28      | Ret           |       | Accident              | Resultats |
| 1958      | Johnnie Tolan     | 30      | 13            |       |                       | Resultats |
| 1958      | Dempsey Wilson    | 32      | Ret           |       | Foc                   | Resultats |
| 1958      | A J Foyt          | 12      | Ret           |       | Virolla               | Resultats |
| 1958      | Eddie Sachs       | 18      | Ret           |       | Transmissió           | Resultats |
| 1959      | A J Foyt          | 17      | 10            |       |                       | Resultats |
| 1959      | Gene Hartley      | 9       | 11            |       |                       | Resultats |
| 1959      | Eddie Sachs       | 2       | Ret           |       | Virolla               | Resultats |
| 1959      | Al Keller         | 28      | Ret           |       | Motor                 | Resultats |
| 1959      | Bill Cheesbourg   | 30      | Ret           |       | Magneto               | Resultats |
| 1960      | Duane Carter      | 27      | 12            |       |                       | Resultats |
| 1960      | Bill Homeier      | 31      | 13            |       |                       | Resultats |

### Resum
- Curses: 11
- Victòries: 1
- Podiums: 3
- Punts: 21